# Toshimichi Takatsukasa

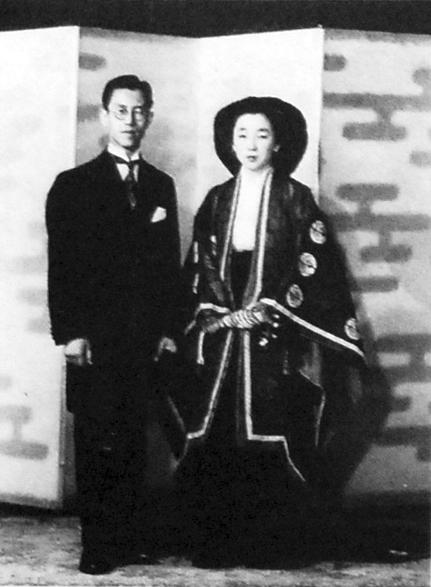
Takatsukasa y su esposa en 1950.

Toshimichi Takatsukasa (鷹司 平通 Takatsukasa Toshimichi?, 26 de agosto de 1923-27 de enero de 1966) fue un noble japonés, yerno del emperador Hirohito. Fue encontrado muerto con su amante en circunstancias extrañas, lo que causó un escándalo internacional.

## Vida

### Biografía
Era el hijo del duque Nobusuke, noble de la época Meji, y fue un investigador de los trenes de Tokio. Era descendiente de Tokugawa Yoshinao y como consecuencia nació en una familia adinerada, pero como todos los japoneses nobles después de la Segunda Guerra Mundial, él perdió su título, con las reformas de 1947, impulsadas por McArthur.
Trabajó en TEI Park, un museo de ferrovías de Tokio.
Estaba casado con la tercera hija del Emperor Hirohito, Kazuko, en 1950. El matrimonio recibió amplio cubrimiento y gozó de fama internacional. La pareja adoptó al hijo de Ogyū-Matsudaira, Naotake, ya que nunca tuvieron hijos.

### Fallecimiento
El 28 de enero de 1966, Toshimichi Takatsukasa fue encontrado muerto por envenenamiento de monóxido de carbono en el apartamento de Michiko Maeda, una camarera de Ginza, quien también murió en circunstancias similares. Fue encontrado por la policía el viernes, cuando se reportó su desaparición 2 días antes.
Mientras que la causa oficial de muerte fue atribuida a una falla del calentador, hubo especulación extendida en la prensa japonesa sobre si se trataba realmente un suicidio doble, causado por la frustración de Takasukasa de no poder divorciarse de la princesa Kazuko, para casarse con Maeda.
Se le atribuyó un romance a Takatsukasa con Maeda, ya que la prensa reveló que había pruebas de una convivencia de pareja.